# Євгеньєвський сільський округ
Євге́ньєвський сільський округ (каз. Евгеньевка ауылдық округі, рос. Евгеньевский сельский округ) — адміністративна одиниця у складі Аксуської міської адміністрації Павлодарської області Казахстану. Адміністративний центр — село Євгеньєвка.
Населення — 3991 особа (2021; 3678 у 2009, 3552 у 1999, 3472 у 1989).
Станом на 1989 рік існувала Гагарінська сільська рада (село Євгеньєвка) та Оштерецька сільська рада (село Оштерек) колишнього Єрмаківського району, село Сольветка перебувало у складі Калкаманської селищної ради. Село Сольветка було передане до складу округу 2000 року. 2013 року до складу округ була включена територія ліквідованого Уштерецького сільського округу (село Уштерек).

## Склад
До складу округу входять такі населені пункти:
| Населений пункт  | Старі назви | Населення, осіб (1989) | Населення, осіб (1999) | Населення, осіб (2009) | Населення, осіб (2021) |
| ---------------- | ----------- | ---------------------- | ---------------------- | ---------------------- | ---------------------- |
| Євгеньєвка, село | -           | 2018                   | 1838                   | 1950                   | 2085                   |
| Сольветка, село  | -           | -                      | 452                    | 209                    | 226                    |
| Уштерек, село    | Оштерек     | 1454                   | 1262                   | 1519                   | 1680                   |